# Rudolf Wittmann
Rudolf Wittmann (26. září 1912, Falknov nad Ohří – 30. ledna 1944, Falknov nad Ohří) byl ligový fotbalista, který v nejvyšší soutěži odehrál všechna svá utkání za SK Pardubice.

## Fotbalová kariéra
Rudolf Wittmann se narodil ve Falknově nad Ohří a do SK Pardubice přišel v roce 1935 ze Sparty Dašice, kde v letech 1934-1936 absolvoval prezenční vojenskou službu u Jezdeckého pluku č. 8. Zpočátku nastupoval v B-týmu, ale rychle se prosadil do prvního týmu. V sezóně 1936/1937 se podílel na vítězství SK Pardubice v divizi českého venkova i na následných úspěšných bojích v kvalifikaci o postup do nejvyšší soutěže.
V průběhu ligové sezóny 1937/1938 odehrál Wittmann za SK Pardubice 11 utkání, ve kterých vstřelil 4 branky. Začátkem května 1938 se v ligovém utkání na trávníku Sparty vážně zranil a s nohou v sádře byl dva měsíce mimo hru. Na podzim 1938 se zúčastnil mobilizace, poté přesídlil do rodného Falknova nad Ohří. O jeho další fotbalové kariéře není nic známo. Zemřel na začátku roku 1944 ve věku pouhých 31 let na leukémii.

## Ligová bilance
| Ročník              | Zápasy | Góly | Klub         |
| ------------------- | ------ | ---- | ------------ |
| Státní liga 1937/38 | 11     | 4    | SK Pardubice |
| CELKEM 1. liga      | 11     | 4    |              |